# Kevin Villodres Medina
Kevin Villodres Medina (Málaga, 26 de febrero de 2001) es un futbolista español que juega en la demarcación de centrocampista para el Córdoba C. F. de la Segunda División de España.

## Trayectoria
Nacido en Málaga, se formó en la cantera del Málaga C. F., así como en otros clubes de la provincia como el 26 de Febrero y La Unidad. Durante unos meses también estuvo de la cantera del Sevilla F. C. y en 2018 regresó a Málaga para jugar en el equipo juvenil del San Félix de División de Honor. En la temporada 2020-21 formó parte de la plantilla del Atlético Malagueño, y en noviembre de 2020 recibió su primera convocatoria con el primer equipo.
El 16 de agosto de 2021 debutó en la Segunda División ante el C. D. Mirandés en un encuentro que acabó con empate a cero. El mes siguiente amplió su contrato, hasta el 30 de junio de 2025, tras jugar los cinco primeros partidos ligueros.
Tras una temporada en la que jugó 30 partidos, en julio de 2022 se acordó su cesión con opción de compra con el Gil Vicente F. C. Esta no se hizo efectiva y volvió a Málaga, donde consiguió un ascenso a Segunda División en 2024.
El 3 de julio de 2025 se unió al Córdoba C. F. para las siguientes dos temporadas.

## Clubes
| Club                       | País     | Año       | Partidos | Goles |
| -------------------------- | -------- | --------- | -------- | ----- |
| Atlético Malagueño         | España   | 2020-2022 | 24       | 5     |
| Málaga C. F.               | España   | 2021-2025 | 95       | 5     |
| Gil Vicente F. C. (cedido) | Portugal | 2022-2023 | 29       | 1     |
| Córdoba C. F.              | España   | 2025-     |          |       |